# Paul Hatry
Paul Hatry (ur. 29 października 1929 we Frankfurcie nad Menem, zm. 16 sierpnia 2010 w Brukseli) – belgijski polityk, ekonomista, nauczyciel akademicki i samorządowiec, senator, minister w rządzie federalnym.

## Życiorys
Absolwent ekonomii i finansów na Université Libre de Bruxelles. Był nauczycielem akademickim na tej uczelni, dochodząc do stanowiska profesora. Pracował również w administracji rządowej Zajmował także menedżerskie stanowiska w przedsiębiorstwach. Od 1961 był członkiem rady zarządzającej federacji przemysłu (FIB) i następnie federacji przedsiębiorców (FEB). W latach 1961–1994 wchodził w skład pełniącej funkcje doradcze Centralnej Rady Gospodarczej. Kierował biurem do spraw polityki energetycznej w organizacji gospodarczej UNICE.
Działał we francuskojęzycznej Partii Reformatorsko-Liberalnej. Dwukrotnie był ministrem w gabinetach Wilfrieda Martensa. Od czerwca do października 1980 pełnił funkcję ministra finansów, a od stycznia 1983 do października 1985 zajmował stanowisko ministra ds. Regionu Stołecznego Brukseli.
W latach 1981–1999 wchodził w skład Senatu; był reprezentantem prowincji Brabancja (1981–1985 i 1991–1995) i Regionu Stołecznego Brukseli (1985–1991), a także senatorem dokooptowanym (1995–1999). W latach 1983–2000 był radnym miejskim w Brukseli. Od 1985 do 1991 zasiadał w radzie wspólnoty francuskiej.

## Odznaczenia
- Croix civique I klasy (1983)[1]
- Wielki Oficer Orderu Leopolda (1987)[1]
- Krzyż Wielki Orderu Leopolda II (1995)[1]
- Krzyż Wielki Orderu Korony (2002)[1]
- Oficer Orderu Korony Dębowej (Luksemburg, 1961)[1]
- Krzyż Wielki Orderu Narodowego Świętego Karola (Kolumbia, 1984)[1]
- Krzyż Wielki Orderu Izabeli Katolickiej (Hiszpania, 1984)[1]
- Wielki Oficer Orderu Narodowego Zasługi (Francja, 1984)[1]
- Wielka Wstęga Orderu Oswobodziciela (Wenezuela, 1984)[1]
- Wstęga Orderu Orła Azteckiego (Meksyk, 1985)[1]
- Krzyż Wielki Orderu Zasługi Republiki Federalnej Niemiec (Niemcy, 1985)[1]
- Wielka Srebrna Odznaka Honorowa na Wstędze za Zasługi dla Republiki Austrii (Austria, 1986)[4]
- Krzyż Wielki Orderu Zasługi Wielkiego Księstwa Luksemburga (Luksemburg, 1987)[1]
- Komandor Orderu Zasługi Republiki Włoskiej (Włochy, 1987)[5]
- Wielki Oficer Orderu Słońca Peru (Peru, 1994)[1]
- Wielki Oficer Orderu Knights of Rizal (Filipiny, 1994)[1]
- Komandor Orderu Oranje-Nassau (Holandia, 1994)[1]
- Komandor Legii Honorowej (Francja, 1995)[1]
- Komandor Orderu Honoru (Grecja, 1995)[1]
- Krzyż Wielki Orderu Narodowego Zasługi (Ekwador, 1995)[1]
- Order Lwa Białego grupy cywilnej III klasy (Czechy, 1998)[1][6]
- Wielki Oficer Orderu Krzyża Południa (Brazylia, 1999)[1]
- Krzyż Wielki Orderu Simóna Bolívara (Boliwia, 1999)[1]
- Krzyż Komandorski z Gwiazdą Orderu Zasługi Rzeczypospolitej Polskiej (Polska, 1999)[1]
- Order Księcia Branimira (Chorwacja, 2006)[7]